# Ribu
Ribu (kinesiska: 日部乡, 日部) är en socken i Kina. Den ligger i provinsen Sichuan, i den sydvästra delen av landet, omkring 290 kilometer nordväst om provinshuvudstaden Chengdu. Antalet invånare är 3 370. Befolkningen består av 1 667 kvinnor och 1 703 män. Barn under 15 år utgör 24,0 %, vuxna 15-64 år 66 %, och äldre över 65 år 9,0 %.
Genomsnittlig årsnederbörd är 983 millimeter. Den regnigaste månaden är juni, med i genomsnitt 200 mm nederbörd, och den torraste är december, med 3 mm nederbörd.